# Scary Movie
Scary Movie este un film american comedie de groază parodie din 2000 regizat de Keenen Ivory Wayans. În rolurile principale joacă actorii Jon Abrahams, Carmen Electra, Shannon Elizabeth și Anna Faris. Parodiază mai multe filme și seriale TV din anii 1990, mai ales producții ca Scream și I Know What You Did Last Summer, dar și The Sixth Sense, The Usual Suspects, The Matrix, The Blair Witch Project sau Dawson's Creek.

## Prezentare
Un grup de adolescenți, printre care Cindy Campbell și Bobby Prinze, lovesc accidental un om atunci când aceștia merg cu mașina și aruncă corpul în apă. Peste un an ei sunt urmăriți de un criminal mascat foarte ușor de recunoscut. Numărul de victime crește, în timp ce Cindy trebuie să supraviețuiască carnagiului pe care ea l-a văzut înainte în atât de multe filme.

## Actori
- Anna Faris este Cindy Campbell
- Regina Hall este Brenda Meeks
- Shawn Wayans este Ray Wilkins
- Marlon Wayans este Shorty Meeks
- Shannon Elizabeth este Buffy Gilmore
- Jon Abrahams este Bobby Prinze
- Lochlyn Munro este Greg Phillipe
- Dave Sheridan este Doofy Gilmore / The Killer
- Cheri Oteri este Gail Hailstorm
- Kurt Fuller este The Sheriff
- Carmen Electra este Drew Decker
- Rick Ducommun este Mr. Campbell
- Jayne Trcka este Miss Mann
- Kelly Coffield Park este the History Teacher
- David L. Lander este Principal "Squiggy" Squiggman
- Marissa Jaret Winokur este Tina, the Garage Victim
- Andrea Nemeth este Heather
- Keenen Ivory Wayans este Slave
- Robert Jacks este Rowdy {uncredited)
- James Van Der Beek este Dawson Leery {nemenționat)